# NRAO VLA Sky Survey
Der NRAO VLA Sky Survey (NVSS) ist eine Durchmusterung des Himmelsbereichs nördlich von 40° südlicher Breite im Radiobereich bei 1,4 GHz. Ziel der Untersuchung war, ein vollständiges Bild der Verteilung auch schwacher und weit entfernter Radioquellen zu erstellen. Die Messungen dazu wurden zwischen September 1993 und Oktober 1996 mit den Radioteleskopen des Very Large Array in New Mexico (USA) durchgeführt. Die Daten wurden allen interessierten Astronomen frei zur Verfügung gestellt. Zusammen mit dem in den Folgejahren von Australien aus aufgenommenen HI Parkes All Sky Survey (HIPASS) liegt damit eine vollständige Karte des Himmels im Bereich der 21-cm-Linie vor.
Es wurden 2326 Ausschnitte mit Seitenlängen von 4°×4° gewonnen, die den gesamten vom Standort des Observatoriums zugänglichen Himmelsbereich abdecken. Die Ausschnitte haben jeweils  eine Winkelauflösung (Halbwertsbreite der Signale) von 45 Winkelsekunden und bilden die Gesamtintensität (I) und die lineare Polarisation (Q und U) ab. Jedes dieser Bilder wurde aus mehr als 100 Einzelbildern zusammengesetzt.
Es wurde außerdem ein Katalog mit über 1,8 Millionen diskreten Radioquellen veröffentlicht.